# Viktor Borisovich Khristenko
Viktor Borisovich Khristenko (tiếng Nga: Ви́ктор Бори́сович Христе́нко; sinh ngày 28 tháng 8 năm 1957 tại Chelyabinsk) ông hiện là Bộ trưởng công nghiệp (từ 9 tháng 3 năm 2004) của Nga.

## Đời sống cá nhân
Vợ ông Tatiana Golikova là Bộ trưởng y tế và phát triển xã hội (từ tháng 9 năm 2007).

## Giáo dục
Kristenko tốt nghiệp viện Cơ khí Máy Chelyabinsk năm 1979 với bằng chuyên môn về quản lý xây dựng và kinh tế.
Năm 1983, ông hoàn thành học vị tiến sĩ tại Viện Quản lý Moscow .

## Sự nghiệp chính trị
Khristenko là quyền Thủ tướng Nga từ 24 tháng 2 đến 5 tháng 3 năm 2004. Tổng thống Nga Vladimir Putin đã sa thải Thủ tướng Mikhail Kasyanov ngày 24 tháng 2 năm 2004.
Thời điểm ấy, tờ The Washington Post đã gọi Kasyanov là "đồng minh mạnh nhất trong giới kinh doanh lớn còn lại trong chính phủ Nga." Khristenko, khi ấy 46 tuổi, được thăng chức từ Phó thủ tướng lên Quyền thủ tướng. Putin đã bình luận rằng việc loại bỏ Kasyanov không liên quan tới các kết quả của hoạt động của chính phủ, mà ông cho là có hiệu quả, mà bởi sự cần thiết một lần nữa xác nhận chức vụ của ông, sẽ lãnh đạo sự phát triển đất nước sau ngày 14 tháng 3 năm 2004.
Tuy nhiên, ngày 1 tháng 3 năm 2004 Putin đã chỉ định Mikhail Fradkov làm thủ tướng tiếp theo. Fradkov được Duma xác nhận bốn ngày sau đó.